# Eugenia sobralii
Eugenia sobralii är en myrtenväxtart som beskrevs av Joáo Rodrigues de Mattos. Eugenia sobralii ingår i släktet Eugenia och familjen myrtenväxter. Inga underarter finns listade i Catalogue of Life.